# چقاطرم
چقاطرم، روستایی از توابع بخش مرکزی شهرستان الیگودرز در استان لرستان ایران است. یکی از روستاهای زیبا  ودیدنی است این روستا در کنار رودخانه قرار گرفته است و دارای زمین‌های حاصلخیز کشاورزی می‌باشد و بیشتر محصولات آن گندم و جو و لوبیا است و در فصل بهار کشت خیار و صیفی‌جات رونق فراوانی دارد که عمده آنها به شهرهای همجوار صادر می‌شوند. روستای چقاطرم دارای جوانان تحصیل‌کرده بسیاری می‌باشد که در تمام نقاط کشور به هموطنان خدمت می‌کنند. مردم این روستا علاوه بر کشاورزی به دامپروری مَشغول هستند و حیواناتی  از قبیل گاو و گوسفند پرورش می‌دهند. این روستا در نزدیکی اشترانکوه قرار گرفته و منظره زیبای اشترانکوه باعث زیبایی این روستا شده است. خانواده‌هایی با قدمت زیاد در آنجا زندگی می‌کنند. خانواده‌های بیات، عیسوند، موسوی، ذلقی، هیودی، خلیلی، کمره‌ای، عقیل زاده، رضایی، لک درویشی، ورمزیار، ایرانشاهی زندگی می‌کنند  ومانند برادر در کنار هم به خوبی زندگی می‌کنند.

## جمعیت
این روستا در دهستان پاچه لک شرقی قرار دارد و براساس سرشماری مرکز آمار ایران در سال ۱۳۸۵، جمعیت آن ۱۳۱ نفر (۲۶خانوار) بوده‌است.